# Gruppo 2

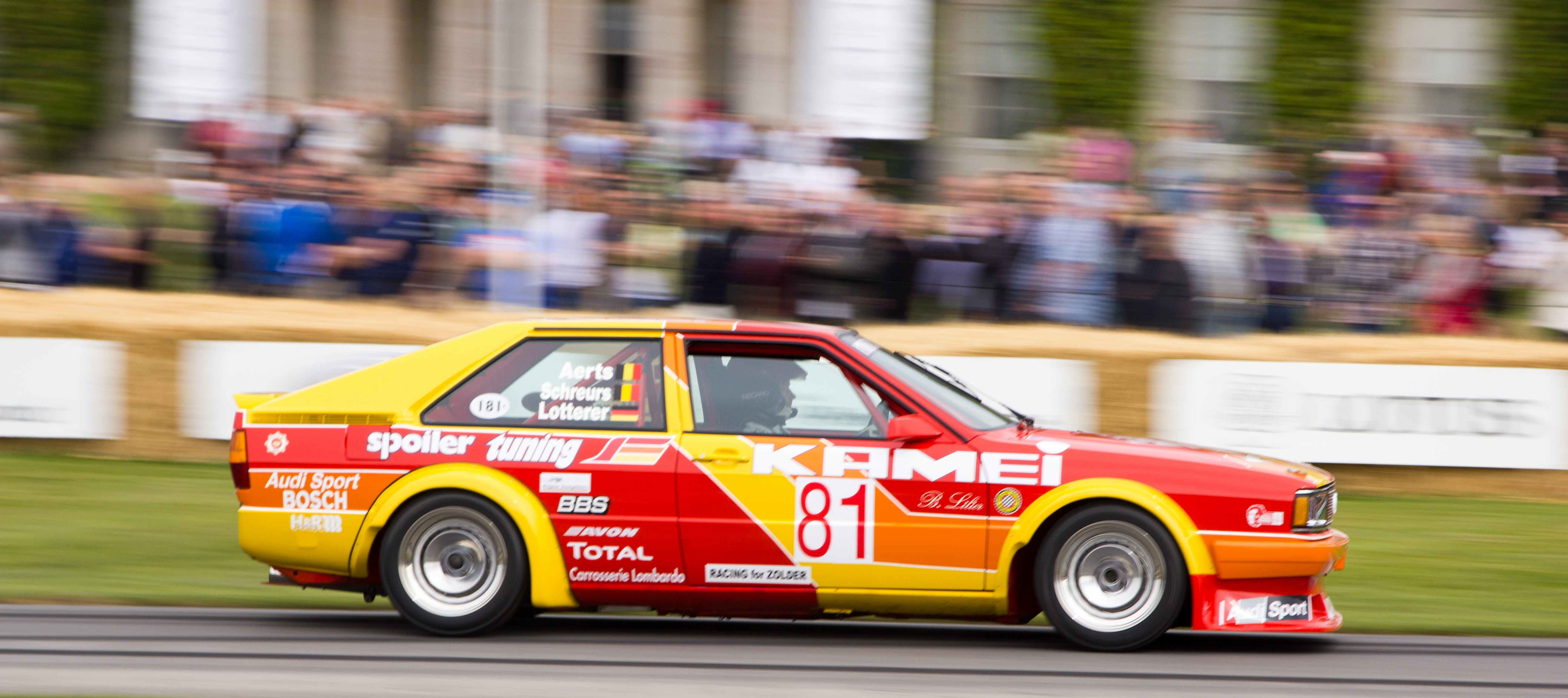
Una Audi 80 Gruppo 2 da turismo al Goodwood Festival of Speed 2014

Il Gruppo 2 era uno dei gruppi con cui la FIA classificava le autovetture ammesse alle competizioni: esso si applicava alle auto da turismo, da corsa e da rally. Nel 1982 è stato sostituito dal Gruppo A in seguito alla emanazione di nuove norme di classificazione delle vetture.

## Contesto

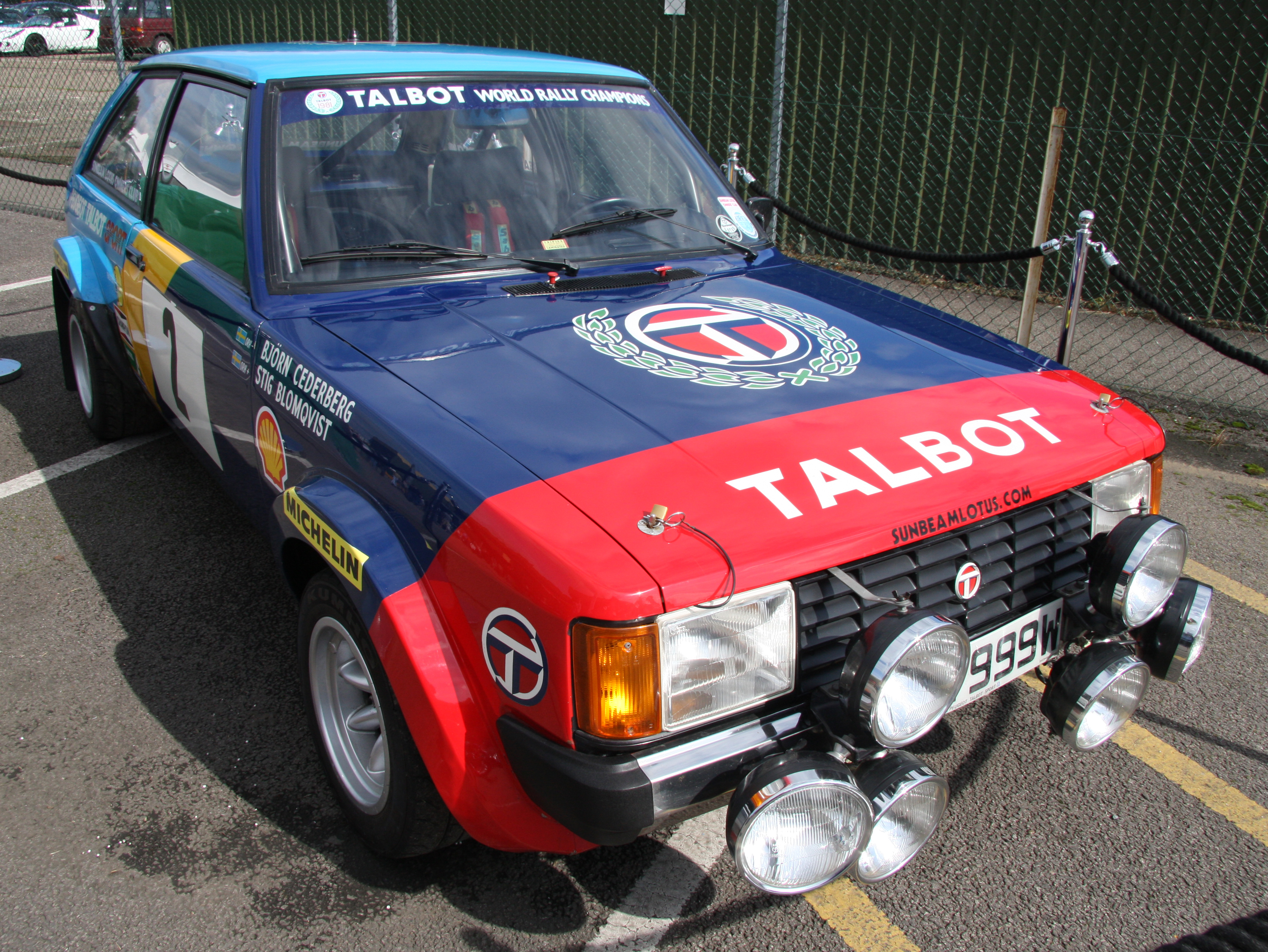
Una Talbot Sunbeam Lotus Gruppo 2 da rally

Dopo i primi tentativi dell'AIACR (Associazione Internazionale degli Automobil Club Riconosciuti) di redigere un regolamento internazionale a partire dal 1904, il primo Codice Sportivo Internazionale fu varato dalla CSI (Commissione Sportiva Internazionale, istituita dall'AIACR) nel 1922 e nel 1939 ci fu una prima completa revisione con l'introduzione delle due sole categorie Corsa e Sport, con l'unica differenza data dal numero di posti, dove nella prima categoria erano incluse le monoposto e nella seconda le tutte le altre vetture con 2 posti o più, sia che fossero modelli prodotti in serie che prototipi destinati alle competizioni. Entrambe le categorie erano ulteriormente suddivise in classi di cilindrata da 350 a 8000 cm³.
Pochi dopo la seconda guerra mondiale, con l'aumento dei modelli messi in commercio dalle case costruttrici e l'intensificarsi della partecipazione agonistica di piloti privati con vetture di serie, fu aggiunto un annesso al Codice Sportivo riguardante questo tipo di vetture: l'annesso J, in cui venne abbozzata l'introduzione delle categorie Turismo e Gran Turismo, comparve anche il termine gruppo per ripartire ulteriormente le vetture, ma senza che ci fosse un quadro normativo chiaro e valido per ogni evento motoristico, tanto che i termini categoria o gruppo avveniva che fossero usati, di volta in volta, uno al posto dell'altro.
Solo nel 1957 la CSI, aggiornando l'annesso J del Codice Sportivo Internazionale, arrivò a dare una ripartizione più precisa, suddividendo tutti i veicoli (dalle utilitarie alle monoposto di formula) in 4 categorie: Turismo, Gran Turismo, Sport e Corsa, le categorie, a loro volta, furono suddivise in gruppi.
In seguito l'Annesso J venne aggiornato una prima volta nel 1965 mantenendo la divisione in categorie e all'interno di queste l'ulteriore suddivisione in gruppi. Negli anni seguenti vi fu un periodico aggiornamento dell'Annesso J del Codice Sportivo Internazionale.

## Impiego sportivo
Il Gruppo 2 fu la principale categoria di vetture ammessa al Campionato Europeo Turismo dal 1963 al 1967, mentre nel biennio 1968-'69 il ruolo di classe regina fu riservato alle Vetture di produzione speciali del Gruppo 5 (per le quali il regolamento permetteva di apportare modifiche più estese di quelle permesse dai regolamenti per le Vetture Turismo di Gruppo 1 e di Gruppo 2), per poi riprendere tale ruolo dal 1970 fino all'arrivo del Gruppo A.